# Fårstyng
Fårstyng (Oestrus ovis) är en tvåvingeart som beskrevs av Carl von Linné 1758. Fårstyng ingår i släktet Oestrus och familjen styngflugor. Enligt den svenska rödlistan är arten nationellt utdöd i Sverige. Arten har tidigare förekommit i Götaland och Öland men är numera lokalt utdöd. I januari 2025 rapporterades dock fall av fårstyng i får på Gotland, enligt Statens veterinärmedicinska anstalt. Larven har efter det även hittats på andra håll vid undersökningar av slaktade får. Artens livsmiljö är jordbrukslandskap. Inga underarter finns listade i Catalogue of Life.